# Calumma vatosoa
Calumma vatosoa är en ödleart som beskrevs av  Andreone, Mattioli JESU och RANDRIANIRINA 200. Calumma vatosoa ingår i släktet Calumma och familjen kameleonter. IUCN kategoriserar arten globalt som otillräckligt studerad. Inga underarter finns listade.